# 大理寺
大理寺（だいりじ）は、王朝時代の中国の官署である。九寺のひとつ。
漢代の廷尉を起源とする。北斉のときに置かれ、刑罰・司法を管掌した。大理寺正・大理寺監・大理寺評事が1人ずつ置かれた。唐代には、大理寺の長官は大理寺卿といい、その官位は従三品とされた。次官は大理寺少卿といい、その官位は従四品上とされた。その下に大理寺正（従五品下）2人・大理寺丞（従六品上）6人・大理寺主簿（従七品上）2人・大理寺録事（従九品上）2人が置かれた。